# Condado de Somerset (Pensilvânia)
O Condado de Somerset é um dos 67 condados do Estado americano da Pensilvânia. A sede do condado é Somerset, e sua maior cidade é Somerset. O condado possui uma área de 2 800 km²(dos quais 17 km² estão cobertos por água), uma população de 80 023 habitantes, e uma densidade populacional de 29 hab/km² (segundo o censo nacional de 2000). O condado foi fundado em 17 de abril de 1795.

## História

### 11 de setembro de 2001
O Voo United Airlines 93 (ICAO: UAL 93) era um voo doméstico regular de passageiros que foi sequestrado por quatro terroristas da Al-Qaeda a bordo como parte dos ataques de 11 de setembro. O avião acabou caindo no condado de Somerset, na Pensilvânia, após uma tentativa dos passageiros e da tripulação de recuperar o controle do avião dos sequestradores. Todas as 44 pessoas a bordo foram mortas, incluindo os sequestradores. A aeronave, um Boeing 757-222, fazia o voo matinal diário programado da United Airlines do Aeroporto Internacional de Newark, em Nova Jérsia, para o Aeroporto Internacional de São Francisco, na Califórnia.
Os sequestradores invadiram o cockpit da aeronave 46 minutos após a decolagem. O capitão e o primeiro oficial lutaram com os sequestradores, que foi transmitido ao Controle de Tráfego Aéreo. Ziad Jarrah, que havia treinado como piloto, assumiu o controle da aeronave e a desviou de volta para a costa leste, na direção de Washington, D.C., capital dos EUA. Khalid Sheikh Mohammed e Ramzi bin al-Shibh, considerados os principais instigadores dos ataques, alegaram que o alvo pretendido era o Capitólio dos EUA.
A investigação do FBI concluiu que o avião fora sequestrado por quatro terroristas, entretanto os passageiros tentaram recuperar o controle do avião e impedir a ação dos terroristas. Com o conflito, os terroristas teriam causado a queda do avião.
Entre as evidências, há o registro de briga e gritos na caixa preta, declarações de parentes e amigos que conversaram com os passageiros por telefone e objetos encontrados nos destroços.
Há versões extra-oficiais que afirmam que o avião supostamente foi atingido por um míssil do próprio governo americano, como um meio de proteger a sede do governo.